# Andrzej Zbigniew Wróbel
Andrzej Zbigniew Wróbel (ur. 1946)  – polski fizykobiolog, neurofizjolog, neurobiolog oraz fizyk, prof. dr hab., popularyzator nauk.
Andrzej Wróbel to polski naukowiec, profesor nauk biologicznych i wieloletni popularyzator nauk. Między innymi w ramach Światowego Tygodnia Mózgu. Od wielu lat związany z Warszawskim Festiwalem Nauki. Redaktor Neuropedii. Redaktor merytoryczny artykułów popularnonaukowych w "Gazecie o Padaczce".
Wypromował co najmniej sześcioro doktorów, m.in. Mateusza Golę i Ewę Kublik.